# Белов, Герд-Пауль фон
Герд-Пауль Валериан Георг Генрих фон Белов (нем. Gerd-Paul Valerian Georg Heinrich von Below; 30 ноября 1892 года — 8 декабря 1953 года) — немецкий военачальник, генерал-майор резерва вермахта во время Второй мировой войны. Кавалер Рыцарского креста Железного креста, высшего ордена нацистской Германии. Взят в плен советскими войсками в мае 1945 года. Скончался в лагере для военнопленных в Чернцах, там же и погребён.

## Награды

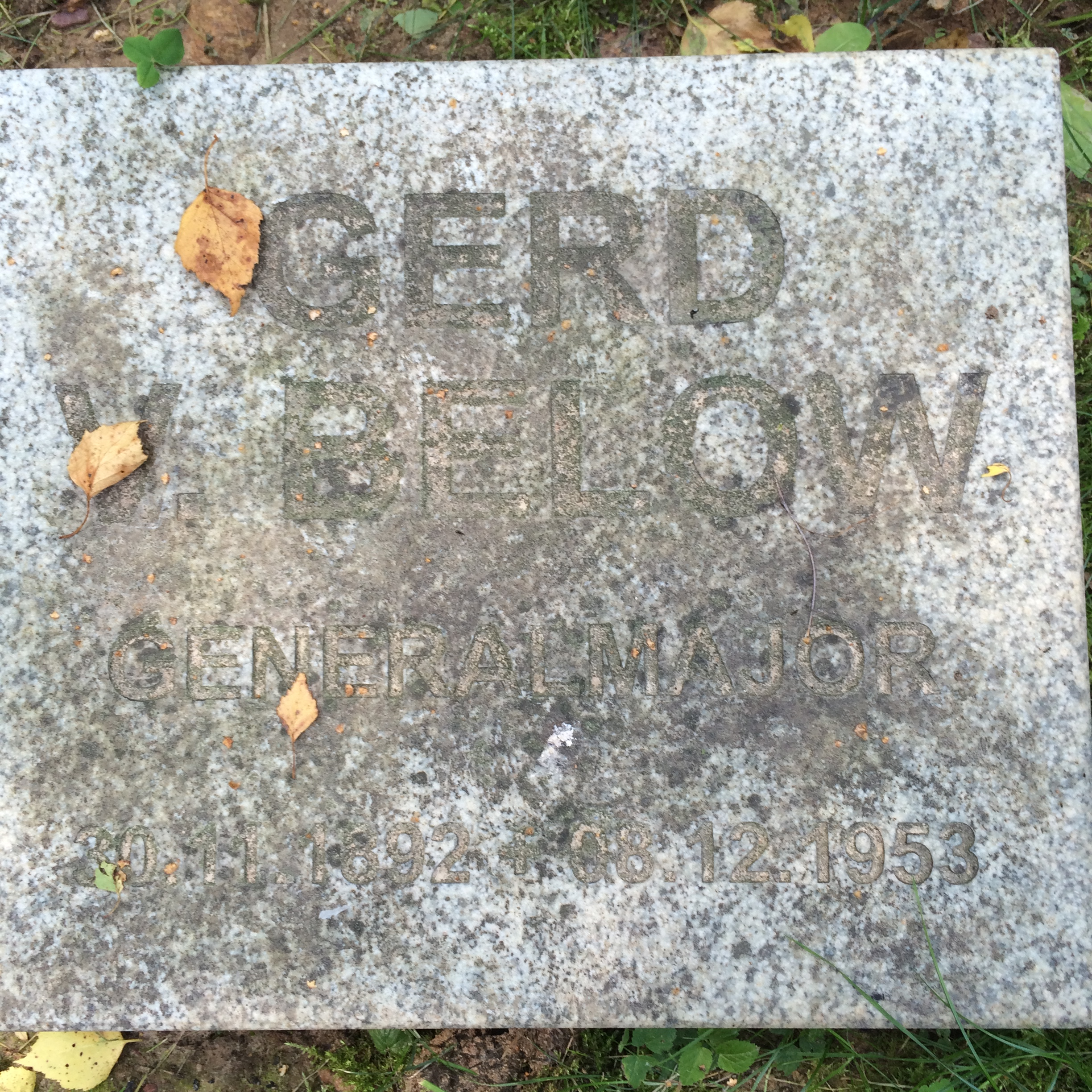

- Железный крест (1914) 2-го и 1-го класса
- Почётный крест ветерана войны с мечами
- Медаль «В память 1 октября 1938 года»
- Пряжка к Железному кресту (1939) 2-го класса (6 октября 1939)
- Пряжка к Железному кресту (1939) 1-го класса (28 августа 1940)
- Медаль «За зимнюю кампанию на Востоке 1941/42»
- Нагрудный штурмовой пехотный знак
- Рыцарский крест Железного креста № 1563 (28 февраля 1943)
- Нагрудный знак «За ранение» в чёрном (май 1943)